# Carsta Genäuß
Carsta Genäuß (n. 30 noiembrie 1959, Dresda, RDG) este o canoistă ce a reprezentat Germania, medaliată olimpică. A participat la o ediție a Jocurilor Olimpice (1980) în care a câștigat o medalie de aur.

## Participări
Lista de mai jos prezintă principalele competiții la care a participat Carsta Genäuß de-a lungul carierei.
- canoeing at the 1980 Summer Olympics – women's K-2 500 metres[*]